# 스폰서블록
스폰서블록(SponsorBlock) 또는 스폰서블럭은 유튜브 동영상에서 스폰서십 세그먼트를 건너뛰도록(차단하도록) 설계된 자유 오픈 소스 브라우저 확장 프로그램이다. 이 확장 프로그램은 사용자가 제출한 데이터베이스를 사용하여 비디오에서 후원을 식별한다. 확장 프로그램 사용자는 비디오의 세그먼트를 제출하고 다른 사람이 제출한 세그먼트에 투표할 수 있다. 확장 기능은 파이어폭스의 애드온 스토어에서 권장되는 확장 기능이다. 2023년 8월 10일 현재 이 확장 프로그램은 파이어폭스에서 305,974명의 사용자, 마이크로소프트 엣지에서 100,000명 이상의 사용자, 구글 크롬에서 1,000,000명 이상의 사용자를 보유하고 있다.

## 역사
처음에 스폰서블록은 스폰서십 세그먼트를 제출하고 건너뛰는 데만 사용할 수 있었지만 2020년 6월에 여러 세그먼트 범주(예: 자체 홍보 또는 중간 휴식 세그먼트)에 대한 지원이 추가되었다. 2022년 1월 개정에서는 전체 비디오 스폰서십 표시에 대한 지원을 추가했다. 2022년 4월 1일에 출시된 농담 버전은 스폰서 세그먼트를 건너뛰는 대신 격리하여 확장 효과를 역전시킨다.